# Cyril Chevreuil
Cyril Chevreuil (Marseille, 13 januari 1990) is een Frans voetballer die bij voorkeur als aanvaller speelt.

## Loopbaan
Chevreuil kwam in zijn geboorteland uit voor amateurclubs US Marseille Endoume, US Marignane, AS Géménos en Aubagne FC. In augustus 2016 ging hij op proef bij Sparta Rotterdam. Hij wist de technische staf te overtuigen en tekende op 20 augustus 2016 een contract tot medio 2017 bij de club. Hij werd gehaald als opvolger van de in de voorbereiding geblesseerd geraakte spits Roland Bergkamp. Op 22 oktober 2016 maakte de aanvaller zijn debuut in de Eredivisie. In een wedstrijd tegen PSV (1−0 verlies) kwam hij zes minuten voor tijd binnen de lijnen als vervanger van Michel Breuer. Hij wist echter nooit een vaste waarde te worden. Sparta en Chevreuil gingen in maart 2017 in overleg per direct uit elkaar.
Met ingang van het seizoen 2017/18 keerde Chevreuil terug naar AS Géménos, dat het voorgaande seizoen was gepromoveerd naar de Championnat National 3. Na één seizoen vertrok hij naar Hyères FC, dat een niveau hoger speelde.

### Statistieken in het betaalde voetbal
| Seizoen | Club                  | Competitie     | Competitie | Competitie | Beker | Beker | Totaal | Totaal |
| Seizoen | Club                  | Competitie     | Wed.       | Dlp.       | Wed.  | Dlp.  | Wed.   | Dlp.   |
| ------- | --------------------- | -------------- | ---------- | ---------- | ----- | ----- | ------ | ------ |
| 2016/17 | Jong Sparta Rotterdam | Tweede divisie | 16         | 8          | −     | −     | 16     | 8      |
| 2016/17 | Sparta Rotterdam      | Eredivisie     | 2          | 0          | 1     | 0     | 3      | 0      |